# Марк Эмилий Барбула (консул)
Марк Эмилий Барбула (лат. Marcus Aemilius Barbula) — консул Древнего Рима 230 года до н. э.
Во время консулата Барбула вместе со своим коллегой Марком Юнием Перой вёл войну против лигуров. Согласно Зонаре, когда карфагеняне услышали об этой войне, они решили выступить против Рима. Но когда консулы вступили в их земли, они отказались от этих планов и приняли римлян как друзей. Скорее всего Зонара совершил ошибку, и упомянутых им «карфагенян» следует отождествить с галлами, которые, по описанию Полибия, были взбудоражены принятым двумя годами ранее в 232 до н. э. законом Фламиния, предполагавшим разделение между римлянами земель Пицена.